# Jaroslava Němcová
Jaroslava Němcová (ur. 27 kwietnia 1971 w Powaskiej Bystrzycy) – czeska polityk, ekonomistka i samorządowiec, od 2017 do 2018 minister pracy i spraw socjalnych.

## Życiorys
W 1989 ukończyła szkołę średnią, po czym do 1990 kształciła się w Kijowskim Instytucie Gospodarki Narodowej. W 1993 ukończyła studia na Uniwersytecie Ekonomicznym w Bratysławie. W 2009 została absolwentką studiów podyplomowych typu MBA.
Od 1992 prowadziła własną działalność gospodarczą w zakresie doradztwa w branży księgowej i podatkowej, zajmowała się również działalnością maklerską. W latach 1998–2006 była dyrektorem finansowym w różnych przedsiębiorstwach. Następnie do 2009 pełniła funkcję zastępcy dyrektora Centralnego Szpitala Wojskowego w Pradze do spraw gospodarczych. Od 2009 do 2011 była zastępcą szefa Urzędu Rządu Republiki Czeskiej, kierowała w nim też sekcją ekonomiczną. Później przez trzy lata była dyrektorem departamentu obsługi klienta w VZP, państwowym ubezpieczycielu zdrowotnym. W 2014 została zastępcą dyrektora szpitala Nemocnice na Homolce. W 2016 z ramienia ANO 2011 wybrana na radną kraju środkowoczeskiego, wchodząc w tym samym roku w skład egzekutywy tego kraju jako radna do spraw społecznych.
13 grudnia 2017 została ministrem pracy i spraw socjalnych w rządzie Andreja Babiša. Funkcję tę pełniła do 27 czerwca 2018.